# Graça Machel
Graça Machel, nacida Gracia Simbine (Incadine, Gaza, Mozambique, 17 de octubre de 1945) diplomada en derecho, es una política, profesora y activista social en favor de la infancia mozambiqueña. Fue ministra de Cultura y Educación y fue nombrada presidenta de la Comisión de Estudios de las Naciones Unidas sobre el Impacto de los Conflictos Armados en la Infancia. Es la primera persona en el mundo en ser primera dama en más de una nación (Machel es viuda de Samora Machel de Mozambique y de Nelson Mandela de Sudáfrica).

## Biografía
Graça Simbine nació en una familia de campesinos de la provincia de Gaza en el Mozambique portugués. Estudió en una escuela de misioneras Metodistas y consiguió una beca para estudiar en el liceo de Maputo donde es la única alumna negra de su clase y comienza a interrogarse sobre la situación colonial que atraviesa su país. Estudia en la Universidad de Lisboa, lo que le permite entrar en contacto con otros estudiantes africanos lusófonos que comparten las mismas preocupaciones políticas. En 1975 se casó con Samora Machel muerto en accidente el 1986, y en 1998 se casó con Nelson Mandela, presidente de Sudáfrica.

### Guerra de Independencia de Mozambique
El 1972, Graça volvió a África y se unió al Frente de Liberación de Mozambique (Frelimo), que lideraba la guerra de independencia, y cuya sede se encontraba en Tanzania, donde ejerciendo de 'correo' conoce a Samora Machel, que dirige el movimiento en la provincia de Cabo Delgado y durante dos años, es directora adjunta en una escuela del Frelimo ubicada en Tanzania. Mozambique accede a la independencia el 1975, y Samora Machel resulta el primer presidente de la República Popular de Mozambique el 25 de junio y la pareja se casa el mismo año.

### Ministra de Cultura y de Educación
Graça Machel ocupó la plaza de ministra de Cultura y Educación entre 1975 y 1989, es la única mujer del gobierno y la primera mujer a acceder a una plaza ministerial en la historia del país. Durante su mandato, reemplaza los programas escolares que datan de la época colonial y pone en marcha cursos nocturnos para adultos. Su acción contribuye al aumento de la tasa de alfabetización y del número de niños y niñas escolarizados. Prevé un plan decenal para la formación de los enseñantes, pero el país se destabiliza a causa de la guerra civil iniciada por la Resistencia Nacional de Mozambique (Renamo), movimiento armado sostenido por el régimen sudafricano de la época.
El 19 de octubre de 1986 su marido murió en un accidente de avión (en el que está por comprobar la implicación de los servicios especiales del apartheid sudafricano) mientras este se dirigía a Mozambique desde Zambia. En 1989, después de presentar su dimisión al nuevo presidente, se retira de la política.

## Compromisos humanitarios
El 1994, Graça Machel creó la Fundación para el Desarrollo de la comunidad (Fundaçäo para o Desenvolvimento da Comunidad FDC). Este mismo año fue nombrada presidenta de la Comisión de Estudios de las Naciones Unidas sobre el Impacto de los Conflictos Armados en la Infancia por el Secretario General de las Naciones Unidas Butros-Ghali. El 1996 renuncia a ser candidata a la secretaría general de la ONU.
Es miembro del Global Elders, una organización no gubernamental compuesta de ancianos dirigentes reunidos el 2007 por Nelson Mandela con el fin de contribuir a resolver los problemas más importantes del planeta. Machel trabajó sobre todo en la lucha contra el matrimonio infantil.
Trabaja con asociaciones contra el sida y la pobreza. Es también miembro del Africa Progress Panel, una fundación con sede en Ginebra y presidida por Kofi Annan desde 2008.

## Recompensas y distinciones
En 1995 fue galardonada con la Medalla Nansen por las Naciones Unidas por sus trabajos en defensa de los derechos humanos, y, especialmente, por la defensa de los derechos de la infancia.
Aquel mismo año fue galardonada con el Premio Príncipe de Asturias de Cooperación Internacional, junto a Fatiha Boudiaf, Rigoberta Menchú, Fatana Ishaq Gailani, Somaly Mam, Emma Bonino y Olayinka Koso-Thomas por su trabajo en defensa y por la dignidad de la mujer.
El 23 de abril de 2008 fue investida doctora honoris causa por la Universidad de Barcelona.